# 街區公路

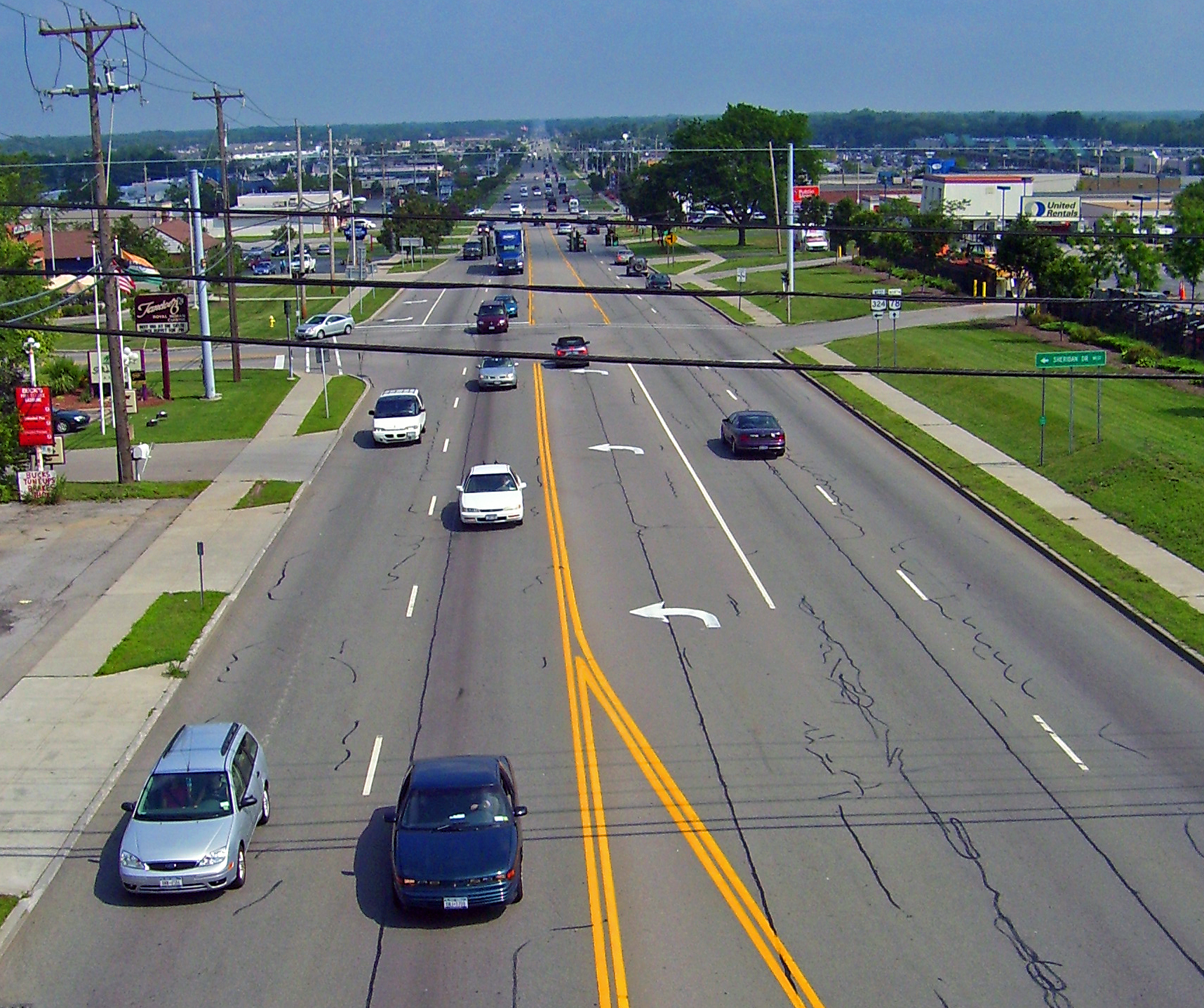
纽约州阿默斯特NY 78上的一條五車道道路，周圍是汽車本位的商業開發區，這裡並沒有人行道。

街區公路是一種介於街道和公路之間的道路。街區公路在美國和加拿大很常見，以非高速公路的主要幹道為主，通常提供通往連鎖商場、汽車服務站和其他以汽車為導向的企業的通道。城市規劃者批評街區公路存在安全問題且效率不佳。儘管街道（通常位於市區和住宅區）以安全的交通速度提供對商店和住宅的通道，而道路（如有限制通行的高速公路）能夠高效地以高速和大容量移動交通，但街區公路對駕駛者和行人造成危險，同時也容易擁擠。

## 詞源
「街區公路」（stroad）一詞是由將「街道」（street）和「道路」（road）兩個詞合併而來的。這個詞最早於2011年由美國土木工程師和城市規劃者查爾斯·馬羅恩創造，他引入這個概念以說明他所描述的北美發展模式中的失敗。
雖說原文使用「道路」（road），但使用「公路」較易使中文使用者意識到道路等級的差異，故譯為「街區公路」。

## 各地狀況

### 亞洲

#### 臺灣
台灣早期道路設置規範多以公路為主，使得許多道路都並未設置人行道。其中臺灣民國97年1月由交通部頒布的《公路路線設計規範》在人行道設置相關內容中，有以下內容：
公路與市區道路共同使用之路段宜設置人行道；鄉區公路於經橋梁、隧道、地下道、風景區或鄰近聚落之路段，得評估人行或其動線延續之需求設置人行道。
在後續雖有更新《公路路線設計規範》，但並未強制既存道路增設人行道。使得因公路而獲得發展的市鎮，其中的行人需要在馬路上與車輛爭道。此外，內政部亦有頒布《市區道路及附屬工程設計規範》，兩者皆有對市區道路的設計規範。